# Camilla Sten
Camilla Sten, född 19 september 1992, är en svensk romanförfattare. Bland hennes verk finns de hyllade skräckromanerna Staden och Arvtagaren på Norstedts förlag. Hennes böcker är översatta till över 19 olika språk.